# Guilherme Santos
Guilherme Santos, właśc. Guilherme Oliveira Santos (ur. 5 lutego 1988 w Jequié) – brazylijski piłkarz występujący na pozycji obrońcy. Zawodnik klubu Tombense.
W Campeonato Brasileiro Série A rozegrał 72 spotkania i zdobył 2 bramki.